# Parc d'État de Ponce de Leon Springs
Le parc d'État de Ponce de Leon Springs (en anglais : Ponce de Leon Springs State Park) est une réserve naturelle située dans l'État de Floride, au sud-est des États-Unis, dans le comté de Holmes. Le parc a été nommé en l’honneur de Juan Ponce de León, l’explorateur espagnol qui découvrit la région en 1513, alors qu’il recherchait la fontaine de jouvence.

## Photographies

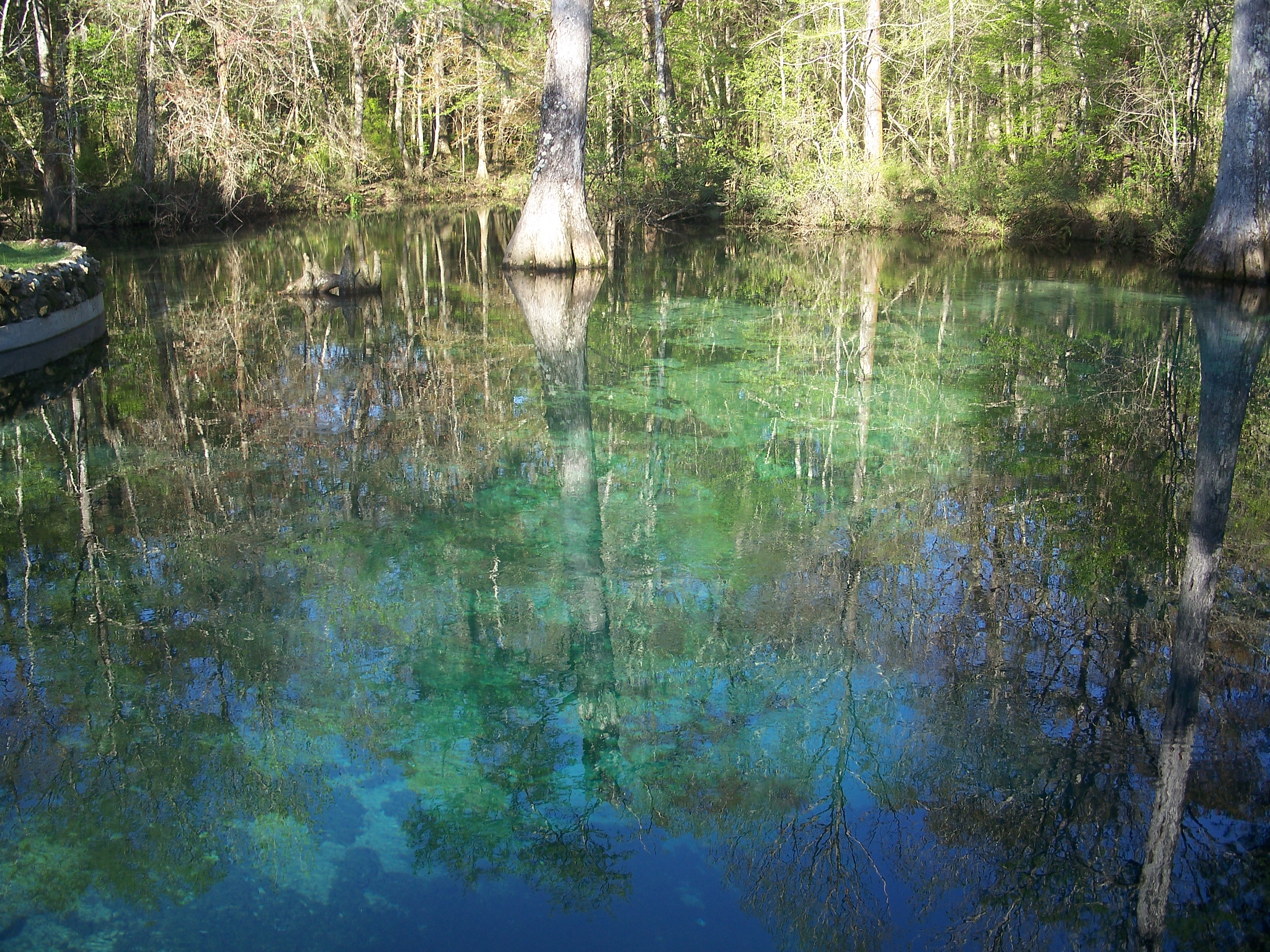
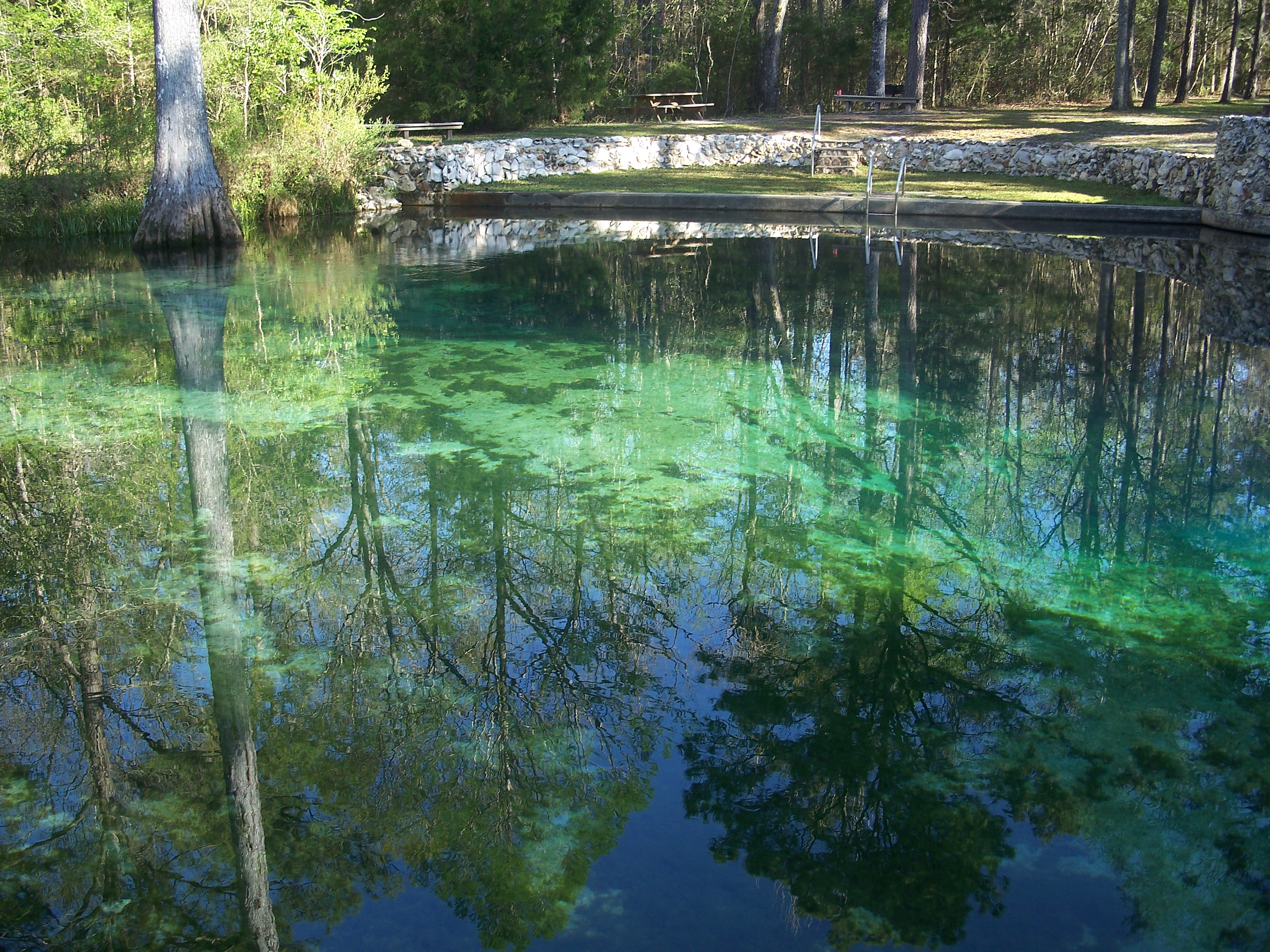
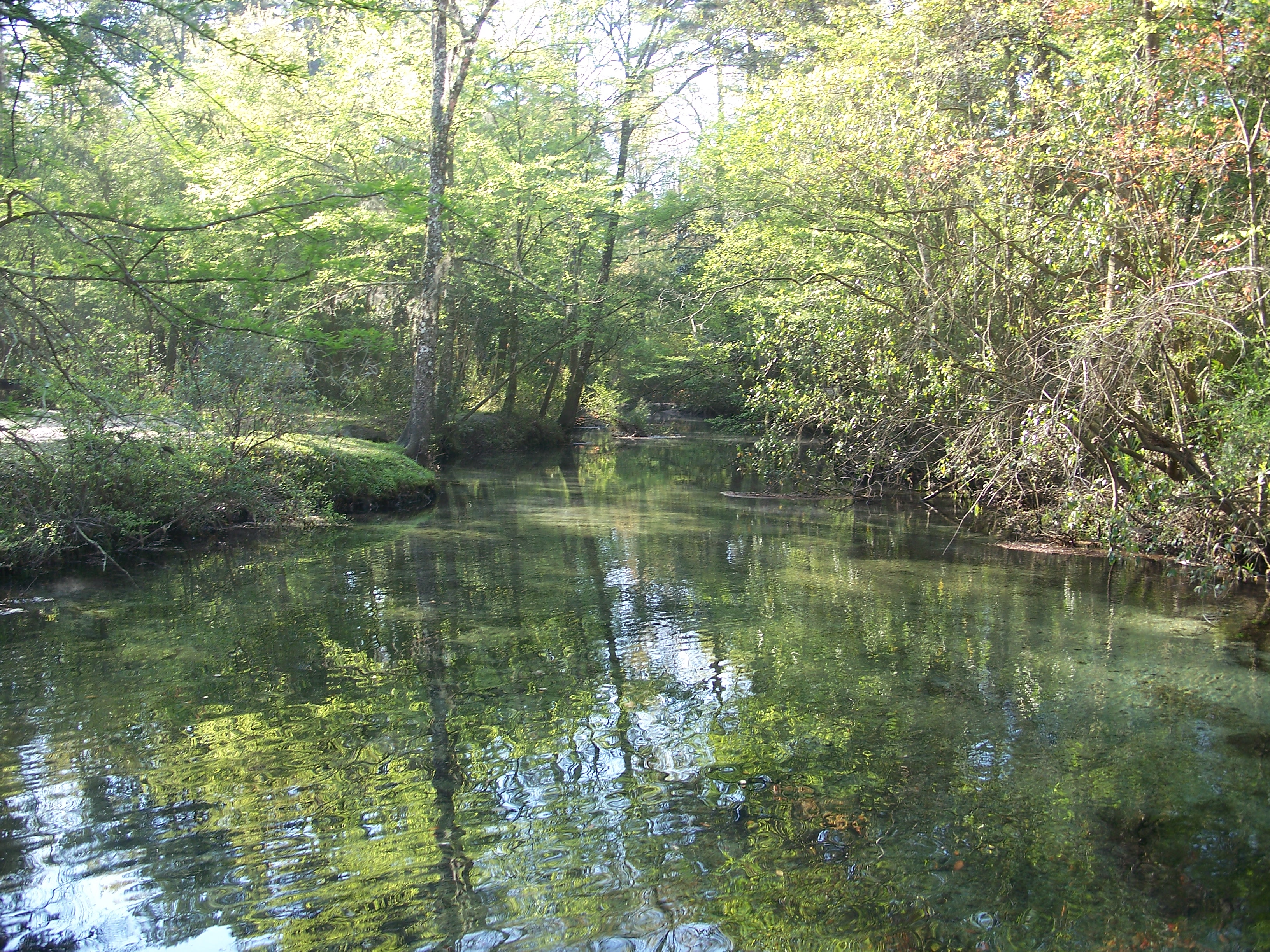